# Utrechtse Oorlog (1456-1458)
De Utrechtse Oorlog (1456-58) vond plaats tussen 14 augustus 1456 en 20 juni 1458 tijdens de Hoekse en Kabeljauwse twisten, die naar het Sticht Utrecht (bestaande uit het Nedersticht en het Oversticht) waren overgewaaid. Oorzaak van de oorlog was de betwiste opvolging van de overleden prins-bisschop van Utrecht, waarin het hertogdom Bourgondië zich succesvol mengde.

## Achtergrond
Toen prins-bisschop Frederik van Blankenheim stierf in 1423, ontstond het Utrechts Schisma, een opvolgingsstrijd tussen de door de kapittels gekozen Rudolf van Diepholt en de door paus Martinus V gekozen tegen-bisschop Zweder van Culemborg (†1433) en diens broer en opvolger Walraven van Meurs. Pas in 1449 slaagde Rudolf erin om Walraven afstand te laten doen van zijn claim op het Sticht. Weldra zouden de twee zich evenwel opnieuw mengen in de Münsterse Stichtsvete (1450–1457) toen daar prins-bisschop Hendrik II van Meurs overleed.
Na Rudolfs dood op 24 maart 1455 werd de lokale provoost Gijsbrecht van Brederode door de Utrechters naar voren geschoven als kandidaat om hem op te volgen. De Bourgondische hertog Filips de Goede was echter met een opmars bezig in de Nederlanden en zag zijn bastaardzoon David van Bourgondië, destijds al bisschop van Terwaan, liever de Utrechtse bisschopszetel bekleden. Ondertussen wierven de Gelderse hertog Arnold van Egmont en de Keulse prins-bisschop Diederik II van Meurs (Dietrich II. von Moers) stemmen voor een derde kandidaat, Stefan van Beieren. Hertog Johan I van Kleef nomineerde zijn 15-jarige neefje Hendrik XXVII van Schwarzburg. Op 7 april 1455 vond de bisschopsverkiezing plaats: Gijsbrecht van Brederode won met 68 van de 70 stemmen van de vijf kapittels een overweldigende meerderheid. De elect leek de nieuwe bisschop van het Sticht te gaan worden, maar Filips de Goede zou zijn macht gaan aanwenden om alsnog zijn bastaardzoon prins-bisschop te maken. Hij wilde dit bereiken door paus Calixtus III om te kopen.
Op 12 september 1455 plaatste de paus David over van Terwaan naar Utrecht. Daarop gaf Johan van Kleef zijn eigen nominatie op en steunde zijn oom Filips de Goede, die in oktober 1455 naar Den Haag vertrok en er enige tijd zijn hof vestigde. Ondertussen versterkten de Staten van Utrecht Brederodes positie door hem in september te verkiezen tot 'bewaker, verdediger en beschermer'. Buiten het Sticht zelf schaarde het hertogdom Gelre zich nadrukkelijk achter Brederode (na het opgeven van Stefan als kandidaat) en Hoekse edelen en relschoppers in Holland deden hetzelfde. Filips leek aanvankelijk geen haast te hebben om zijn wil militair aan het Sticht op te dringen; zo was hij maandenlang ook bezig met het voorbereiden van een kruistocht en daarvoor geld en troepen aan het werven in zijn Nederlandse gewesten. Maar het was duidelijk dat Filips alle noordelijke Nederlanden, inclusief Utrecht en Gelre, wilde veroveren en uit zijn totale grondgebied een nieuwe 'koninkrijk Friesland' smeden. Toen diplomatie middels de hertog van Kleef en pogingen om Brederode om te kopen op niets uitliepen, besloot Filips in juli 1456 dan toch tot wapengeweld. Hij stelde haastig een leger samen, vooral uit Picardië en de zes Hollandse steden (die oorlog tegen Utrecht wel zagen zitten en allemaal een eigen contingent leverden). Op 30 juli vierde Filips de Goede zijn 60e verjaardag in IJsselstein op de Hollands-Utrechtse grens. Op 2 augustus arriveerde daar een Utrechtse delegatie om te onderhandelen over een voorwaardelijke overgave: Gijsbrecht van Brederode zou zich onderwerpen en aftreden in ruil voor een financiële compensatie van 50.000 gouden leeuwen, die hij verschuldigd was aan de hertog van Kleef, die voor Brederode bij de paus in Rome tevergeefs had gelobbyd om hem te erkennen als bisschop en andere onkosten voor soldaten en dergelijke.
In augustus 1456 wist Filips de Goede met veel machtsvertoon zijn zoon in te huldigen in de stad Utrecht en Gijsbrecht van Brederode moest zijn meerdere erkennen. Daarbij werd zijn bisschopskandidatuur afgekocht met circa 40.000 a 50.000 Rijnse guldens.

## Verloop

### Onderwerping Oversticht (1456)
Nadat David van Bourgondië erkend was als bisschop binnen de stad Utrecht en het Nedersticht, werden de pijlen gericht op het opstandige Oversticht (het huidige Overijssel, Drenthe en de stad Groningen). Rond begin augustus 1456 trokken Filips de Goede en David met een krijgsmacht van circa 14.000 manschappen richting Deventer. In Deventer waren alle Overstichtse edelen bij elkaar gekomen die eerst Gijsbrecht van Brederode als hun heer verkozen hadden, maar later Koenraad van Diepholt (de neef van Rudolf) als hun leider zagen. Het beleg begon op 14 augustus en op 15 september 1456 ging de stad tot overgave, waarna David van Bourgondië als landsheer werd binnengehaald. Na Deventer ging het Bourgondische leger door naar Vollenhove, waar een opstandige schout werd opgepakt. Hierna bleef David nog enkele maanden in het Oversticht voor bestuurlijke zaken, hij stelde onder andere 'de Schive' in (of de beginselen ervan). De Schive was een bestuurlijk orgaan waar tien ambt-bekleders aan een ronde tafel straf en recht uitspraken, dat in januari 1474 in het Sticht en Oversticht definitief werd ingevoerd.

### Strijd in het Nedersticht (1456-1458)
David van Bourgondië liet het Nedersticht in handen van Gijsbrecht en Reinoud II van Brederode, die burggraaf van Utrecht was. Terwijl David zijn Overstichtse veldtocht uitvoerde, trok Gijsbrecht alle macht in het Nedersticht naar zich toe. Het ontaarde in een gewapend conflict tussen de steden Utrecht, Amersfoort en het gebied ertussen: het Eemland. In Amersfoort was de adellijke familie de Graauwerts neergestreken, die eerder uit de stad Utrecht waren gezet vanwege de partijstrijd tegen de Lichtenbergers. De twee partijen plunderden het Nederstichtse landschap en namen stellingen in. Zo bouwden de Lichtenbergers (vaak vereenzelvigd met de 'Hoeken' uit het graafschap Holland vanwege hun anti-Bourgondische gezindheid) een blokhuis bij Ter Eem om de Amersfoorters in de gaten te houden. De Graauwerts en hun aanhang (ook wel 'Kabeljauwen' genoemd vanwege hun pro-Bourgondische houding) waren in de minderheid in deze oorlog.
Toen het Oversticht in handen van David was gevallen, trok zijn vader Filips de Goede zich terug naar Bourgondië, menend dat David verder zijn eigen zaken wel kon regelen. Het enige wat Filips nog wel deed, was zijn andere bastaardzoon Anton van Bourgondië met 1000 ruiters naar het Sticht sturen. Anton had het echter moeilijk in het Eemland met de Lichtenbergers en werd er zelfs verjaagd.

#### Beleg van Amersfoort (1457)
In 1457 werd Amersfoort twee keer belegerd door de Lichtenbergers onder aanvoering van Reinoud II van Brederode en Hendrik IV van Montfoort. De eerste keer rond mei raakten ze de stad niet in, maar de schade was groot. Van Brederode had slingerkatapulten meegenomen en wist in een aantal dagen veel van de stad te beschadigen, zoals de Onze Lieve Vrouwetoren, de Sint Joriskerk en een groot aantal verdedigingstorens. Ze braken echter het beleg af en op hun terugtocht naar Utrecht, plunderde en braken ze de Monnikendam af. In de nacht van 25 en 26 september 1457, net toen David van Bourgondië in de stad was aangekomen na zijn terugkeer uit het Oversticht, werd de stad 's nachts verrast door een nieuwe belegering van Reinoud II van Brederode en zijn aanhangers. Om onduidelijke redenen werd dit beleg na 1 nacht afgebroken.

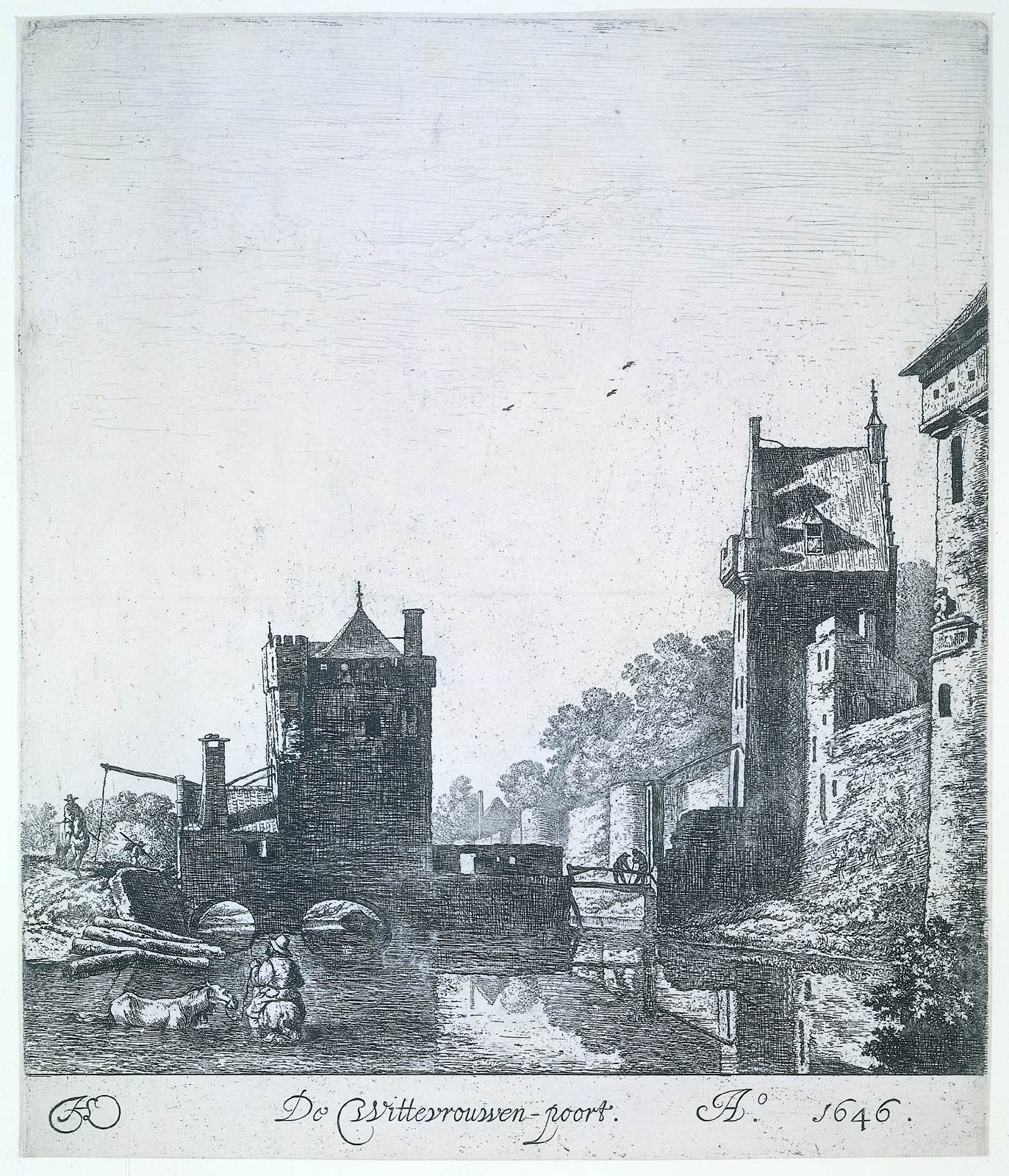
De Wittevrouwenpoort te Utrecht waar de vrede tussen de strijdende partijen werd gesloten.

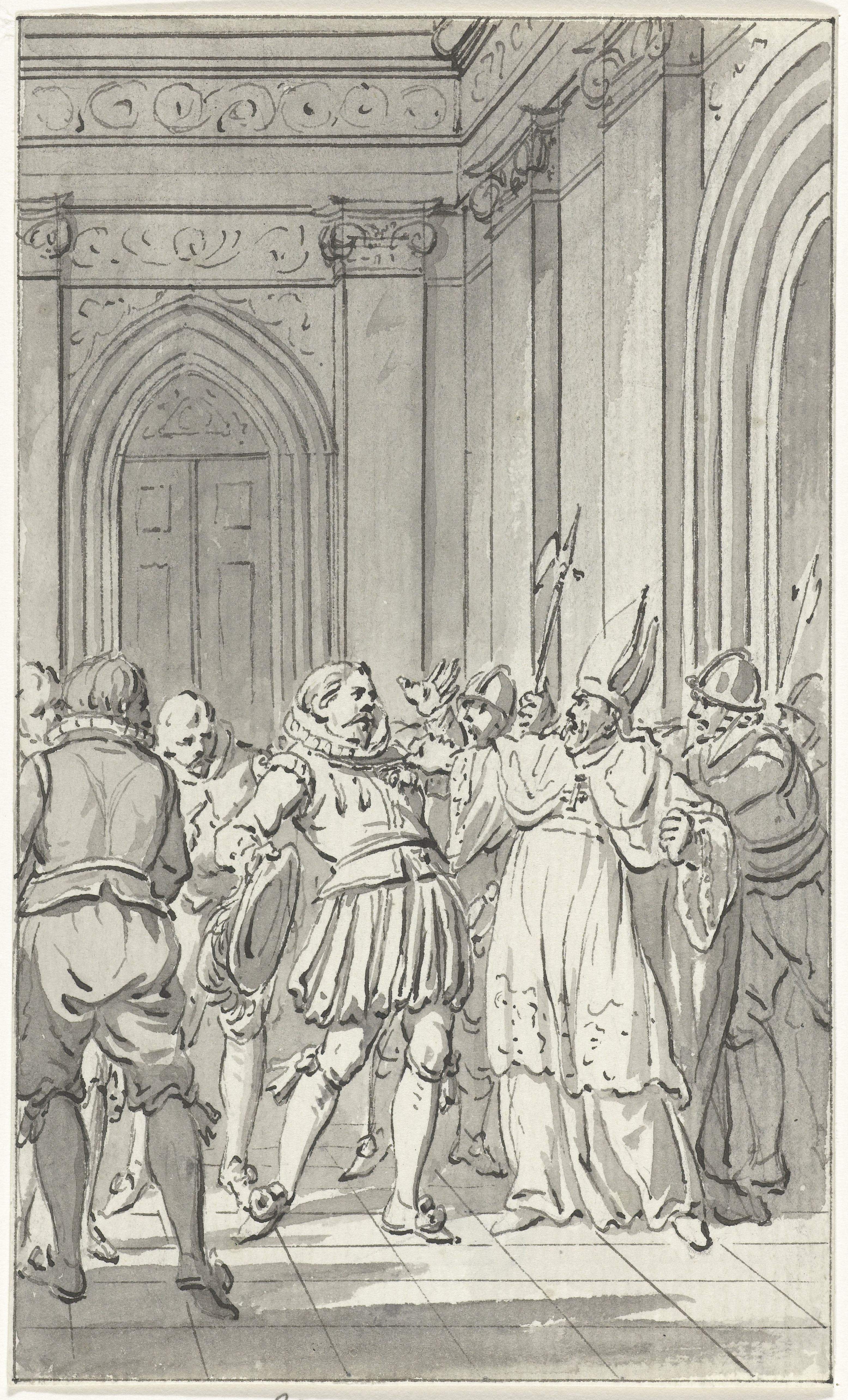
David van Bourgondië ontneemt Reinoud II van Brederode de Gulden Vlies ketting en neemt hem gevangen in 1470, gravure Jacobus Buys (1787).

#### Beleg van Utrecht (1458)
David van Bourgondië verbleef door deze vijandigheden in de periode 1457-58 in Amersfoort en op kasteel ter Horst bij Rhenen. De toegang tot de stad Utrecht werd hem geweigerd tot in juni 1458 de Bourgondiërs het beleg voor Utrecht sloegen met steun van een duizendtal krijgsmannen uit Holland onder Johan van Lannoy en Anton van Bourgondië met zijn overgebleven ruiters. De stad gaf zich na drie dagen van beleg over 20 juni 1458. Er werd op 24 juni aan de Wittevrouwenpoort een verdrag gesloten tussen de twee strijdende partijen, waarbij de gebroeders van Brederode om vergiffenis moesten komen vragen bij David.

## Nasleep van 1470-74
David had aanvankelijk te weinig bewijs om de broers Reinoud II en Gijsbrecht van Brederode definitief uit te schakelen en in hechtenis te nemen, maar in de navolgende jaren zou hij die gaan verzamelen. Tegen 1470 had David redelijk wat bewijs verzameld: zo waren er bewijzen gevonden dat de broers de nieuwe hertog Adolf van Egmont hadden geholpen om de macht te grijpen in Gelre en waren ze betrokken bij de moord op drie ambtsbekleders bij De Bilt. Op 15 juni 1470 kwam Reinoud II met zijn bastaardzoon Walraven op het Slot van Duurstede voor een gesprek met David. De bisschop zag zijn kans schoon om de twee gevangen te nemen. Walraven ontsnapte echter 's nachts. De volgende dag reisde David naar Utrecht, waar hij Gijsbrecht van Brederode ook gevangennam. Alle van Brederodes werden overgebracht naar kasteel Duurstede, waar ze stevig ondervraagd werden door middel van flinke martelingen.
De leden van de familie Van Brederode werden van de volgende 4 voorvallen beschuldigd:
- De moord op drie ambtenaren nabij het dorp de Bilt
- Dat ze kennis hadden van en medeplichtig waren aan een aanslag op IJsselstein
- Dat ze samenzwoeren met Adolf van Egmont tegen het Sticht[11]
- Dat ze een oproer in de stad Utrecht hadden veroorzaakt.

Reinoud II zou deze vier beschuldigingen nooit bekennen. Hij moest zijn ketting van de Orde van het Gulden Vlies inleveren. Karel de Stoute zorgde in 1473 voor zijn vrijlating, maar hij overleed hetzelfde jaar in oktober 1473 aan zijn verwondingen van de vele martelingen. Gijsbrecht bekende wel een paar maanden voor zijn vrijlating, echter valt te betwijfelen of ze op waarheid berusten, omdat hem vrijheid in het vooruitzicht werd gesteld. Gijsbrecht overleed in augustus 1475.